# Secretário-Geral do Kuomintang
O Secretário-geral do Kuomintang é o chefe do Estado-Maior do Partido Nacionalista da China (Kuomintang), nomeado pelo presidente e confirmado pelo Comité Central. O cargo foi criado em 1926 e atualmente é ocupado por Justin Huang, que assumiu o cargo em outubro de 2021.